# Perondi
Perondi è una frazione del comune di Kuçovë in Albania (prefettura di Berat).
Fino alla riforma amministrativa del 2015 era comune autonomo, dopo la riforma è stato accorpato, insieme agli ex-comuni di Kuçovë, Lumas e Kozare a costituire la municipalità di Kuçovë.

## Località
Il comune è formato dall'insieme delle seguenti località:
- Perondi
- Magjate
- Tapi
- Goraj
- Velagosht
- Rreth Tapi
- Polovin